# Fiumara Laverde
Fiumara Laverde este o arie protejată (arie specială de conservare — SAC, sit de importanță comunitară — SCI) din Italia întinsă pe o suprafață de 546 ha, integral pe uscat.

## Localizare
Centrul sitului Fiumara Laverde este situat la coordonatele 38°03′53″N 16°04′26″E / 38.064722°N 16.073889°E.

## Înființare
Situl Fiumara Laverde a fost declarat sit de importanță comunitară în septembrie 1995 pentru a proteja 1 specie de plante și 7 specii de animale. Situl a fost protejat și ca arie specială de conservare în aprilie 2018.

## Biodiversitate
Situată în ecoregiunea mediteraneană, aria protejată conține 12 habitate naturale: Galerii de Salix alba și de Populus alba, Păduri aluvionare cu Alnus glutinosa și Fraxinus excelsior (Alno-Padion, Alnion incanae, Salicion albae), Pante stâncoase calcaroase cu vegetație casmofită, Pseudostepă cu ierburi și specii anuale de Thero-Brachypodietea, Tufărișuri termo-mediteraneene și de pre-deșert, Râuri mediteraneene cu debit permanent și vegetație de Glaucium flavum, Păduri de Quercus ilex și Quercus rotundifolia, Râuri mediteraneene cu debit permanent cu specii de Paspalo-Agrostidion și galerii riverane de Salix și de Populus alba, Râuri mediteraneene cu debit intermitent, cu specii de Paspalo-Agrostidion, Vegetație anuală la limita mareei, Râuri cu maluri nămoloase cu vegetație de Chenopodion rubri p.p. și Bidention p.p., Galerii și tufărișuri riverane sudice (Nerio-Tamaricetea și Securinegion tinctoriae).
La baza desemnării sitului se află mai multe specii protejate:
- plante (1): Woodwardia radicans
- păsări (6): prundăraș de sărătură (Charadrius alexandrinus), erete de stuf (Circus aeruginosus), șoim călător (Falco peregrinus), acvilă pitică (Hieraaetus pennatus), viespar (Pernis apivorus), Sylvia conspicillata
- mamifere (1): liliacul mic cu potcoavă (Rhinolophus hipposideros)

Pe lângă speciile protejate, pe teritoriul sitului au mai fost identificate 13 specii de plante, 5 specii de amfibieni, 5 specii de mamifere, 1 specie de pești, 5 specii de reptile.